# Giải bóng đá Cúp Quốc gia 2014
Giải bóng đá Cúp Quốc gia 2014, tên gọi chính thức là Giải bóng đá Cúp Quốc gia - Kienlongbank 2014 vì lý do tài trợ, là mùa giải thứ 22 của Giải bóng đá Cúp quốc gia do Công ty Cổ phần Bóng đá chuyên nghiệp Việt Nam (VPF) tổ chức. Diễn ra từ ngày 8 tháng 3 năm 2014 đến ngày 17 tháng 8 năm 2014, giải đấu có sự tham gia của 13 đội bóng thuộc giải Vô địch Quốc gia và 8 đội bóng thuộc giải Hạng Nhất. Đây là năm đầu tiên Ngân hàng Thương mại Cổ phần Kiên Long trở thành nhà tài trợ chính cho giải đấu.
Hải Phòng đã lần thứ hai trở thành chủ nhân của danh hiệu vô địch sau khi đánh bại  Becamex Bình Dương với tỷ số 2–0 ngay trên sân nhà trong trận chung kết diễn ra vào ngày 17 tháng 8 năm 2014.

## Vòng loại
| Ngày 8 tháng 3 năm 2014 | Cần Thơ (2)                                         | 2 – 1 | Hùng Vương An Giang (1)  | Sân vận động Cần Thơ                            |  |
| 15:30                   | Souleymane Diabate 59' · Nguyễn Huỳnh Kiếm Linh 70' |       | Đinh Hoàng Max 33' (Pen) | Lượng khán giả: 2000 Trọng tài: Trần Đình Thịnh |  |

| Ngày 8 tháng 3 năm 2014 | Đắk Lắk (2)         | 1 – 0 | Hà Nội (2) | Sân vận động Buôn Mê Thuột                  |  |
| 15:30                   | Nguyễn Mậu Thìn 84' |       |            | Lượng khán giả: 2000 Trọng tài: Ngô Duy Lân |  |

| Ngày 9 tháng 3 năm 2014 | Tây Ninh (2) | 0 – 2 | Becamex Bình Dương (1)                        | Sân vận động Tây Ninh                             |  |
| 15:30                   |              |       | Nguyễn Anh Đức 19' · Abass Cheikh Dieng 45+1' | Lượng khán giả: 2000 Trọng tài: Nguyễn Minh Thuận |  |

| Ngày 9 tháng 3 năm 2014 | Sanna Khánh Hoà (2)                        | 2 – 1 | Huế (2)          | Sân vận động Ninh Thuận                      |  |
| 16:00                   | Nguyễn Đình Việt 58' · Cao Văn Triều 90+1' |       | Phan Hữu Vân 36' | Lượng khán giả: 2000 Trọng tài: Ngô Đức Việt |  |

| Ngày 9 tháng 3 năm 2014 | TP. Hồ Chí Minh (2) | 0 – 0 (5 - 6 p) | TĐCS. Đồng Tháp (2) | Sân vận động Thống Nhất                          |  |
| 18:30                   |                     |                 |                     | Lượng khán giả: 1000 Trọng tài: Trần Xuân Nguyện |  |

## Vòng 1/8
| Ngày 17 tháng 5 năm 2014 | XSKT Cần Thơ (2) | 0 – 2 | Vicem Hải Phòng (1)     | Sân vận động Cần Thơ                            |  |
| 15:30                    |                  |       | Hoàng Đình Tùng 7', 46' | Lượng khán giả: 500 Trọng tài: Nguyễn Ngọc Châu |  |

| Ngày 17 tháng 5 năm 2014 | Đồng Tâm Long An (1)                                 | 3 – 2 | Thanh Hóa (1)                    | Sân Long An                                    |  |
| 18:00                    | Ganiyu Oseni 52', 59' (ph.đ.) · Nguyễn Đình Hiệp 63' |       | Lê Văn Tân 27' · Đinh Văn Ta 33' | Lượng khán giả: 1,000 Trọng tài: Nguyễn Đức Vũ |  |

| Ngày 18 tháng 5 năm 2014 | Hoàng Anh Gia Lai (1)                                                                      | 5 – 1 | Đồng Nai (1)                    | Sân Pleiku                                         |  |
| 16:00                    | Lê Hoàng Thiên 11', 57' · Bùi Trần Vũ 28' · Trần Minh Vương 49' · Felix Ogbuke 89' (ph.đ.) |       | Melquiades C. Gomez 15' (ph.đ.) | Lượng khán giả: 2,000 Trọng tài: Nguyễn Hiền Triết |  |

| Ngày 18 tháng 5 năm 2014 | Than Quảng Ninh (1)                     | 2 – 1 | Sanna Khánh Hòa (2) | Sân Cẩm Phả                                      |  |
| 16:00                    | Nguyễn Huy Cường 5' · Uche Iheruome 24' |       | Trần Đình Kha 38'   | Lượng khán giả: 6,000 Trọng tài: Nguyễn Tuấn Anh |  |

| Ngày 18 tháng 5 năm 2014 | SHB Đà Nẵng (1)                                                        | 5 – 2 | TĐCS Đồng Tháp (2)                        | Sân vận động Chi Lăng                          |  |
| 16:30                    | Mariano Bernardo 7' · Hồ Ngọc Thắng 26', 45', 80' · Huỳnh Quốc Anh 36' |       | Nguyễn Thanh Hiền 35' · Trần Minh Lợi 73' | Lượng khán giả: 3,000 Trọng tài: Hoàng Ngọc Hà |  |

| Ngày 18 tháng 5 năm 2014 | Hà Nội T&T (1) | 0 – 0 (3 – 5 (Pen) p) | Đắk Lắk (2) | Sân vận động Hàng Đẫy                         |  |
| 17:30                    |                |                       |             | Lượng khán giả: 500 Trọng tài: Ngô Mạnh Cường |  |

| Ngày 20 tháng 5 năm 2014 | Becamex Bình Dương (1)                   | 2 – 0 | Sông Lam Nghệ An (1) | Sân vận động Vinh    |  |
| 17:00                    | Moses Oloya 36' · Huỳnh Kesley Alves 63' |       |                      | Lượng khán giả: 1000 |  |

|  | XM The Vissai Ninh Bình (1) | Không diễn ra | QNK Quảng Nam (1) |  |  |
|  |                             |               |                   |  |  |

- Xi măng The Vissai Ninh Bình gửi công văn lên Liên đoàn bóng đá Việt Nam (VFF) và Công ty Cổ phần Bóng đá Chuyên nghiệp Việt Nam yêu cầu ngừng tham gia vào giải đấu và AFC Cup do 13 cầu thủ trong đội tham gia cá cược. Vissai Ninh Bình đã chơi 8 trận đấu và đang thứ ba từ dưới lên tại giải vô địch quốc gia vào thời điểm đó.[5] Sau rút lui khỏi giải đấu, tất cả các kết quả của họ đã được tuyên bố là không có hiệu lực.[6]

## Vòng tứ kết
| Ngày 8 tháng 6 năm 2014 | Becamex Bình Dương (1)                      | 2 – 1 | SHB Đà Nẵng (1)   | Sân vận động Gò Đậu                                   |  |
| 17:00                   | Nguyễn Anh Đức 51' · Abass Cheikh Dieng 76' |       | Hồ Ngọc Thắng 44' | Lượng khán giả: 6000 Trọng tài: Bùi Thành Thanh Nghĩa |  |

| Ngày 8 tháng 6 năm 2014 | Vicem Hải Phòng (1)                            | 3 – 1 | QNK Quảng Nam (1)  | Sân vận động Lạch Tray, Hải Phòng               |  |
| 17:00                   | Andre Diego Fagan 37', 45' · Vũ Thanh Tùng 52' |       | Phan Thanh Vân 53' | Lượng khán giả: 3000 Trọng tài: Phùng Đình Dũng |  |

| Ngày 8 tháng 6 năm 2014 | Than Quảng Ninh (1)                  | 2 – 2 (3 – 4 p) | Hoàng Anh Gia Lai (1)             | Sân Cẩm Phả                                             |  |
| 17:00                   | Iheruome Uche 25' · Vũ Minh Tuấn 72' |                 | Tạ Thái Học 22' · Võ Út Cường 54' | Lượng khán giả: 10 000 Trọng tài: Nguyễn Trung Kiên (B) |  |

| Ngày 10 tháng 6 năm 2014 | Đắk Lắk (2)         | 1 – 3 | Đồng Tâm Long An (1)                 | Sân bay Buôn Ma Thuột                           |  |
| 15:00                    | Nguyễn Hồng Quân 6' |       | Oseni Ganiyu Bolaji 38', 42', 90'+1' | Lượng khán giả: 3000 Trọng tài: Phạm Quang Minh |  |

## Vòng bán kết
| Ngày 12 tháng 7 năm 2014 | Đồng Tâm Long An (1) | 1 – 3 | Vicem Hải Phòng (1)                             | Sân vận động Lạch Tray, Hải Phòng              |  |
|                          | Trần Hoài Nam 46'    |       | Hoàng Đình Tùng 17', 60' · Nguyễn Quang Hải 77' | Lượng khán giả: 1000 Trọng tài: Hoàng Anh Tuấn |  |

| Ngày 12 tháng 7 năm 2014 | Becamex Bình Dương (1)                        | 3 – 1 | Hoàng Anh Gia Lai (1) | Sân vận động Gò Đậu, Bình Dương               |  |
|                          | Huỳnh Kesly 49', 65' · Abass Cheikh Dieng 78' |       | Lê Hoàng Thiên 75'    | Lượng khán giả: 4000 Trọng tài: Võ Quang Vinh |  |

## Trận chung kết
| Hải Phòng                                 | 2–0      | Becamex Bình Dương |
| ----------------------------------------- | -------- | ------------------ |
| - Hồ Văn Thuận 8' - Andre Diego Fagan 75' | Chi tiết |                    |

## Tổng kết mùa giải
| Vô địch Cúp Quốc gia 2014 Câu lạc bộ bóng đá Hải Phòng Lần thứ hai |